# Melles Károly
Melles Károly (külföldön: Carl Melles) (Budapest, 1926. július 15. – Bécs, 2004. április 25.) magyar származású osztrák karmester. Rohonczy Judit színésznő férje, Sunnyi Melles édesapja.

## Élete
A zsidó származású Mellest, hogy a magyarországi zsidóüldözéstől megmentse, édesanyja római katolikus vallásúra kereszteltette, de a második világháború után ismét az izraelita felekezet tagja lett.
Középiskolai tanulmányait a Bólyai János Gimnáziumban kezdte, majd az utolsó három osztályt 1941 és ’44 között a Markó utcai főreál gimnáziumban végezte el. 1946 és 1949 közt a Zeneakadémián tanult Ferencsik Jánosnál, és magánórákat vett az akkor Budapesten élő Otto Klemperertől.
Pályáját a dr. Bogina Elemér által 1949-ben alapított Közalkalmazottak Szakszervezetének Szimfonikus Zenekarának társszerveként működő Liszt Ferenc Kórus karigazgatójaként kezdte. 1952-től 1956-ig rendszeresen dirigálta az Állami Hangversenyzenekart, a Magyar Rádió Szimfonikus Zenekarát, és a Miskolci Szimfonikus Zenekar egyik jogelődjének vezető karmestere volt. Néhány lemezfelvételt is készített. 1954-től a Zeneakadémián tanított.
1956-ban feleségével és kisfiukkal a „zöldhatáron” át emigráltak Ausztriába. Ezzel Mellesék hontalanná váltak. 1958 tavaszán Henri Pensis halála miatt megürült az RTL Nagy Szimfonikus Zenekarának vezető karmesteri posztja, utódjául Mellest hívták meg, mindhárman Luxemburgba költöztek. Itt született leányuk. A dirigensi megbízatása csak néhány hónapig tartott, mert „fegyelmezetlennek” tartották, még ebben az évben Louis de Froment-ra cserélték le. 1960. május 13-án vezényelte először a RAI Torinói Szimfonikus Zenekarát. Az olasz rádió zenekaraihoz pályája későbbi szakaszában szoros kapcsolat fűzte. Időközben Melles házassága megromlott, 1961-ben elváltak. Rohonczy Judit gyermekeikkel Svájcba települt át, Melles visszatért Bécsbe.
Az osztrák fővárosban a másodvonalba tartozó Bécsi Szimfonikus Zenekart és az ORF Nagyzenekarát (ma Radio-Symphonieorchester Wien) vezényelte. Ezt követően bejárta Európát. A tengerentúlon is rendszeresen fellépett (USA, Japán, Dél-afrikai Köztársaság). Hangfelvételeinek száma meghaladja a kétszázat. A Salzburgi Ünnepi Játékok Nyári Akadémiáin rendszeresen tartott mesterkurzusokat. Egészségi okokból 1996-ban visszavonultan, Bécsben élt haláláig, a hietzingi temetőben helyezték végső nyugalomra.

## Fellépései
Melles Európa szinte minden jelentős zenekarával fellépett, vezényelte többek közt a Berlini Filharmonikusokat, a Bécsi Filharmonikusokat, a londoni Új Philharmonia Zenekart és a Milánói Scala zenekarát vezényelte, koncerteken partnerei többek közt Arthur Rubinstein, Fischer Annie, Wilhelm Kempff, Szvjatoszlav Richter, Maurizio Pollini, Nathan Milstein, David Ojsztrah, Ichák Perlman, Sívó József, Enrico Mainardi, Msztyiszlav Rosztropovics és Jean-Pierre Rampal voltak.

## Hangfelvételei
Teljes élő felvétel Beethoven kilenc szimfóniájából a braunschweigi zenekarral, amelynek tiszteletbeli karmestere lett 1995-től. Diszkográfiája több mint 200 címet tartalmaz.

## Díjai, elismerései
- 1953 — Liszt Ferenc-díj
- 1970 — Beethoven-érem
- 1974 — Olasz Hanglemezkritikusok Szövetségének Díja
- 1995 — Große Silberne Ehrenzeichen der Republik Österreich (Osztrák Köztársaság Nagy Ezüst Érdemrendje)